# Ceradenia brunneoviride
Ceradenia brunneoviride là một loài dương xỉ trong họ Polypodiaceae. Loài này được L.E.Bishop mô tả khoa học đầu tiên năm 1988.
Danh pháp khoa học của loài này chưa được làm sáng tỏ. 